# يوهان فانو
يوهان خافيير فانو إسبينوزا (بالإسبانية: Johan Javier Fano Espinoza)‏ (مواليد 9 أغسطس 1978 في هوانوكو) لاعب كرة قدم بيروفي دولي يجيد اللعب في خط الهجوم . يلعب حاليا لصالح نادي أتلانتي المكسيكي منذ 2010 .

## روابط خارجية
- يوهان فانو على موقع الاتحاد الدولي (مؤرشف)  (الإنجليزية)
- يوهان فانو على موقع قاعدة بيانات كرة القدم.إي يو (الإنجليزية)
- يوهان فانو على موقع ناشيونال فوتبول تيمز (الإنجليزية)
- يوهان فانو على موقع كووورة
- يوهان فانو على موقع AS.com (الإسبانية)